# Chen Ruolin
Dans ce nom chinois, le nom de famille, Chen, précède le nom personnel.
Chen Ruolin (caractères chinois simplifiés : 陈若琳, caractères traditionnels : 陳若琳, pinyin : Chén Ruòlín), née le 12 décembre 1992 à Nantong dans la province du Jiangsu, est une plongeuse chinoise quintuple championne olympique.

## Carrière
Après avoir été sacrée en plongeon synchronisé haut-vol à 10 m avec sa compatriote Jia Tong aux Jeux asiatiques de 2006 puis aux championnats du monde en 2007, elle est devenue championne olympique pour sa première participation aux Jeux olympiques à Pékin.

## Palmarès

### Jeux olympiques
- Jeux olympiques de 2008 à Pékin  Chine :
  -  Médaille d'or au plongeon à 10 m
  -  Médaille d'or au plongeon synchronisé à 10 m (avec Wang Xin).
- Jeux olympiques de 2012 à Londres  Royaume-Uni :
  -  Médaille d'or au plongeon à 10 m
  -  Médaille d'or au plongeon synchronisé à 10 m (avec Wang Hao).
- Jeux olympiques de 2016 à Rio de Janeiro  Brésil :
  -  Médaille d'or au plongeon synchronisé à 10 m (avec Liu Huixia).

### Championnats du monde
- Championnats du monde de 2007 à Melbourne  Australie :
  -  Médaille d'or au plongeon synchronisé à 10 m (avec Jia Tong).
  -  Médaille d'argent au plongeon à 10 m.
- Championnats du monde de 2009 à Rome  Italie :
  -  Médaille d'or au plongeon synchronisé à 10 m (avec Wang Xin).
  -  Médaille d'argent au plongeon à 10 m.
- Championnats du monde de 2011 à Shanghai  Chine :
  -  Médaille d'or au plongeon à 10 m.
  -  Médaille d'or au plongeon synchronisé à 10 m (avec Wang Hao).
- Championnats du monde 2013 à Barcelone  Espagne :
  -  Médaille d'or du plongeon synchronisé à 10 m (avec Liu Huixia).
  -  Médaille d'argent au plongeon à 10 m.

### Jeux asiatiques
- Jeux asiatiques de 2006 à Doha  Qatar :
  -  Médaille d'or au plongeon synchronisé à 10 m (avec Jia Tong).
  -  Médaille d'argent sur la plateforme à 10 m.
- Jeux asiatiques de 2010 à Canton  Chine :
  -  Médaille d'or au plongeon synchronisé à 10 m (avec Wang Hao).

## Sources
- (en) Cet article est partiellement ou en totalité issu de l’article de Wikipédia en anglais intitulé « Chen Ruolin » (voir la liste des auteurs).